# Benny Urquidez
Benny Urquidez (Tarzana, California, 20 de junho de 1952) é um kickboxer, coreógrafo de artes marciais e ator de cenas de luta americano. Apelidado de "The Jet", Urquidez foi um competidor de caratê sem contato que mais tarde foi o pioneiro na luta de full contact nos Estados Unidos. Ele fez a transição do caratê sem contato para o full contact em 1974, o ano de seu início nos Estados Unidos, frequentemente lutando em lutas onde as regras eram ambíguas e os contrastes de estilos eram dramáticos.
Urquidez treinou em nove modalidades: Judô, Kajukenbo, Shotokan, Taekwondo, Lima Lama, White Crane Kung Fu, Jujutsu, Aikido e American Kenpo. Ele é o fundador do Karate Ukidokan.
Urquidez também é conhecido por ter logrado a rara conquista de seis títulos mundiais de kickboxing em cinco categorias de peso diferentes, e permaneceu praticamente invicto em seus 27 anos de carreira. Sua única derrota foi em uma luta de Muay Thai que foi polêmica, já que Urquidez havia concordado apenas com uma exibição sem decisão, cláusula que foi ignorada no final da luta.
Entre 1974 e 1993, ele acumulou um recorde profissional documentado de 49-1-1 (vitória-derrota-empate) com 35 nocautes e dois resultados polêmicos sem disputas, embora também deva ter um recorde adicional de 10-0-1 (10 KOs) em lutas profissionais não documentadas, perfazendo um total de 59-1–2–2 (45 KOs). No entanto, as fontes variam com Classificações listando Urquidez como 63-0-1, (57 nocautes) e em sua própria página oficial, Urquidez lista seu recorde de luta como 200-0, e diz que ele tinha 63-0, com 57 nocautes nas defesas de título. Além disso, ele afirma ter sido invicto na "Divisão Faixa Preta Adulta" antes de entrar no caratê full contact. A revista Black Belt elegeu a Urquidez como "Lutador do Ano" em 1978.
Por conta de sua fama, ele foi desafiado pela família Gracie, mas a luta jamais chegou a ocorrer, com cada um dando sua versão da história argumentando que o outro lado desistiu.
Ele também apareceu em papéis ocasionais de atuação, principalmente em filmes de ação durante os anos 1980 e 1990, notadamente os filmes de Jackie Chan, Wheels on Meals (1984), Dragons Forever (1988) e Grosse Pointe Blank.

## Biografia
Urquidez nasceu no condado de Los Angeles, Califórnia, filho de mãe lutadora e pai de boxeador. Seus pais são de ascendência hispano-mexicana e de índios blackfoot.
Benny começou a competir em 1958, aos cinco anos, no boxe e no wrestling "peewee" em Los Angeles. Sua instrução em artes marciais começou quando ele tinha sete anos; seu primeiro professor formal foi Bill Ryusaki. Urquidez recebeu sua faixa preta aos 14 anos, um feito bastante incomum na década de 1960. Seus irmãos também alcançaram a faixa-preta. Sua irmã Lilly Rodriguez foi uma pioneira no kickboxing feminino, e seu falecido irmão Reuben Urquidez apareceu com Benny em um documentário sobre a combinação de arte marcial budojujitsu.

### Carreira como lutador
Aos 12 anos, Urqidez participou do Campeonato Internacional de Karatê de Long Beach em 1964. Ele testemunhou uma demonstração de Bruce Lee , incluindo um soco de uma polegada que fez um homem de 245 libras voar de volta. Esta demonstração de Lee inspirou um jovem Urqidez a começar a entrar em torneios de artes marciais.
Ele entrou no circuito de pontos em 1964 e ganhou a reputação de um lutador colorido. No Santa Monica Kempo Open de 1972, Urquidez perdeu nas finais para Brian Strian. No Internacional de 1973, ele lutou contra John Natividad no que é considerado um dos maiores combates sem contato da história. Em uma partida sem precedentes na prorrogação de 25 pontos, Natividad venceu a partida por 13-12, recebendo o Grande Título e a bolsa de $ 2.500. Em maio de 1974, no Torneio PAWAK, Urquidez perdeu na decisão por 4–1 para Joe Lewis. Ele também competiu na Inglaterra e na Bélgica como membro da Ed Parker1974 da equipe dos EUA. Também em 1974, ele começou a se afastar do estilo sem contato ao entrar e vencer o Campeonato Mundial de Artes Marciais , efetivamente uma competição de homens durões com poucas regras. Nas duas décadas seguintes, ele lutou sob várias organizações de kickboxing (NKL, WPKO, Professional Karate Association (PKA), World Kickboxing Association (WKA), AJKBA, Shin-Kakutojutsu Federation, NJPW e MTN) para acumular um recorde de 58 vitórias com sem perdas. Esse recorde invicto, embora oficial, é polêmico e altamente disputado.
Em 1977, Urquidez viajou para o Japão e lutou sob as regras de compromisso EUA-Japão da WKA que incluíam chutes nas pernas e joelhadas no corpo. Ele derrotou Katsuyuki Suzuki por nocaute na 6ª rodada (agosto de 1977) como parte do evento de wrestling profissional em que Antonio Inoki lutou contra Everett Eddy no que foi dito ser uma luta mista lutador de lutador / caratê, mas foi uma luta pré-determinada luta de luta livre profissional . A luta da Suzuki se materializou porque a organização WKA recém-formada não pôde competir contra o PKA nos Estados Unidos. Ao mesmo tempo, o lutador profissional japonês Antonio Inoki, que ganhou fama mundial lutando contra Muhammad Alina polêmica luta mista de boxeador / lutador de 1976 no Japão, ele estava em busca de novos oponentes para o que chamou de campeonato mundial de artes marciais. Eventualmente, o promotor Ron Holmes descobriu Everett Eddy para Inoki. Na época, Eddy já havia sido treinado por Arnold Urquidez, e perdeu por nocaute no primeiro round para o campeão mundial peso-pesado do PKA Ross Scott no ano anterior. No mesmo evento, Benny Urquidez nocauteou Howard Jackson, mas logo seu título dos leves foi retirado pelo PKA, e tanto Eddy quanto Urquidez ficaram sem ação nos Estados Unidos e tiveram que procurar lutas no exterior. Apesar do sucesso da luta Inoki / Eddy, foi a luta entre Urquidez e Suzuki, que chocou o Japão, onde o kickboxing japonês era muito popular. Embora nunca tenha testado ou alcançado qualquer nível no caratê japonês, Urquidez decidiu conceder a si mesmo. O título de sensei, um termo honorífico japonês que é dado a especialistas e instrutores que significa: "alguém que o precede no conhecimento".
A All-Japan Kickboxing Association, para a qual a Suzuki havia sido classificada como a nº 2, se interessou pelo esporte americano do caratê de contato total, decidiu promover uma série de lutas de regras mistas entre lutadores de caratê de contato total americanos e kickboxers japoneses. Em 14 de novembro de 1977, a AJKF realizou a primeira do evento que contou com Benny Urquidez, seu cunhado Blinky Rodriguez, Marc Costello, Brendan Leddy, Tony Lopez, Leonard Galiza e Freddy Avila. Apenas Benny Urquidez e  Costello saíram como vencedores da seleção americana. A vitória de Urquidez sobre Kunimitsu Okao convenceu os fãs de luta japoneses, e eventualmente começou a ser apresentada como a figura central para o que deveria ser um documentário em quadrinhos, The Square Ring, até que ele se recusou a vingar sua derrota contra o oponente tailandês Prayout Sittiboonlert. A segunda derrota da Urquidez ocorreu em agosto de 1980 na Flórida. O americano Billye Jackson dominou sete rodadas, incluindo derrubar Urquidez. Urquidez protestou contra a decisão e fez uma petição a Howard Hansen da WKA para classificá-la como um não-concurso .
Depois de 1980, as aparições no ringue de Urquidez tornaram-se menos frequentes. Entre 1981 e 1984, ele lutou apenas esporadicamente. Em 1984, ele lutou contra Ivan Sprang em Amsterdã sob as regras modificadas do Muay Thai (sem cotoveladas), vencendo por nocaute técnico no 6º round. Sua carreira no ringue foi praticamente interrompida após 1985, e ele se aposentou após enfrentar Yoshihisa Tagami aos 41 anos.

### Carreira como ator e coreografo de artes marciais
Posteriormente, Urquidez se dedicou à atuação, ao ensino de kickboxing e coreografia de artes marciais. O falecido irmão de Urquidez, Reuben, também era um ator e artista marcial competitivo; eles apareceram juntos em um vídeo de treinamento de 1982, World Of Martial Arts, junto com Steve Sanders, Chuck Norris e John Saxon. O vocalista do Van Halen, David Lee Roth, dedicou o sucesso da banda, "Jump", de 1984, a Urquidez, de quem Roth foi aluno.
Em 2000, Urquidez e Emil Farkas fundaram o Los Angeles Film Fighting Institute, que foi uma das primeiras escolas desse tipo nos Estados Unidos a ensinar aos artistas marciais as complexidades do trabalho de dublê.
Urquidez desempenhou vários papéis em vários filmes de artes marciais. O primeiro foi Force: Five (1981), estrelado por Joe Lewis e Bong Soo Han. Mais tarde, fez dois filmes com Jackie Chan, Wheels on Meals (1984) e Dragons Forever (1988), nos quais lutou contra os personagens interpretados por Jackie Chan, Sammo Hung e Yuen Biao. Urquidez é retratado como um oponente implacavelmente duro que é derrotado nas cenas de luta clímax dos dois filmes. Sua luta final com Chan em Wheels on Meals é considerada uma das melhores cenas de luta da carreira de Chan, até pelo próprio Chan.
Urquidez apareceu como kickboxer no filme Ragin 'Cajun da Troma. O filme, filmado em 1988 e lançado em 1991, erroneamente afirmava que apresentava a primeira aparição de Urquidez no cinema, afirmando nos créditos de abertura, "Apresentando Benny 'The Jet' Urquidez". Ele apareceu no filme Roadhouse de 1989 como um dos lutadores vistos em uma concessionária de automóveis que é parcialmente destruída em um caos elaboradamente coreografado. Ele treinou Patrick Swayze em suas próprias técnicas de luta para o filme.
Urquidez apareceu no filme Blood Match de 1991 e, em 1992, atuou como árbitro no filme Diggstown, de James Woods e Louis Gossett Jr. Ele teve uma participação especial no filme Street fighter (1994), interpretando um dos vários prisioneiros colocados em um caminhão com Ken, Ryu, Sagat e Vega. Urquidez também foi responsável pelo treinamento físico de grande parte do elenco do filme. Ele foi criado para interpretar um personagem diferente da franquia, Raven, em um jogo baseado no filme, mas o personagem foi posteriormente descartado.
Urquidez atuou no filme Grosse Pointe Blank (1997) como Felix La Poubelle, um assassino de aluguel enviado para matar um personagem interpretado por John Cusack.
Ele apareceu em 1408 (2007), novamente com Cusack. Urquidez é o treinador de kickboxing de longa data de Cusack.
Urquidez também apareceu como um dos vários bandidos que abordaram o personagem de Kirsten Dunst no primeiro filme do Homem-Aranha durante uma tentativa de assalto; Urquidez interpreta o bandido vestindo uma camiseta listrada em preto e branco que faz barulhos de beijo em Dunst.
Ele foi o coordenador de lutas de um episódio do drama de televisão Criminal Minds , "The Bittersweet Science" (temporada 7, episódio 10), e também aparece no episódio em um papel de 30 segundos como árbitro underground de MMA.

## Prêmios e Honrarias
- World Kickboxing League WKL - Hall of Fame 2013
- Black Belt Magazine
  - Lutador do ano de 1978
- KATOGI
  - KATOGI superleve (-63,6 kg) campeão mundial (0 defesas de título - desocupado): 1978
- Muay Thai Bond Nederland
  - Campeão mundial do peso meio-médio (-66 kg) da MTBN (0 defesas de título - desocupado): 1984
- National Karate League
  - NKL campeão mundial peso leve (-70,5 kg) (3 defesas de título - desocupado): 1974-1975
- Associação Profissional de Karatê
  - PKA campeão mundial peso leve (-65,9 kg) (2 defesas de título - desocupado): 1976-1977
- Classificações da STAR System World Kickboxing
  - Campeão mundial indiscutível do meio-médio (-66,8 kg) do STAR : 1985
  - Campeão mundial indiscutível super-meio-médio (-70,5 kg) do STAR : 1974
- Associação Mundial de Kickboxing
  - WKA superpeso meio-médio (-70 kg) campeão mundial (0 defesas de título - desocupado): 1993
  - Campeão mundial do WKA meio- médio (-66,8 kg) (0 defesas de título - desocupado): 1985
  - Campeão mundial dos superleves da WKA (-64,5 kg) (14 defesas de título - desocupadas): 1977-1985 Observe que 1 das defesas era para o título mundial dos leves da WKA (-65,9 kg), mas as classes de peso foram posteriormente reestruturadas
- Organização Mundial Profissional de Karatê
  - Campeão mundial de peso leve (-65,9 kg) WPKO (0 defesas de título): 1975
  - Campeonatos da Série Mundial de Artes Marciais
  - WSMAC campeão mundial peso leve (-79,5 kg) (4 defesas de título - desocupado): 1975-1976
  - WSMAC campeão mundial absoluto (peso ilimitado) (1 defesa de título - desocupado): 1974-1976